# Richard van Shrewsbury

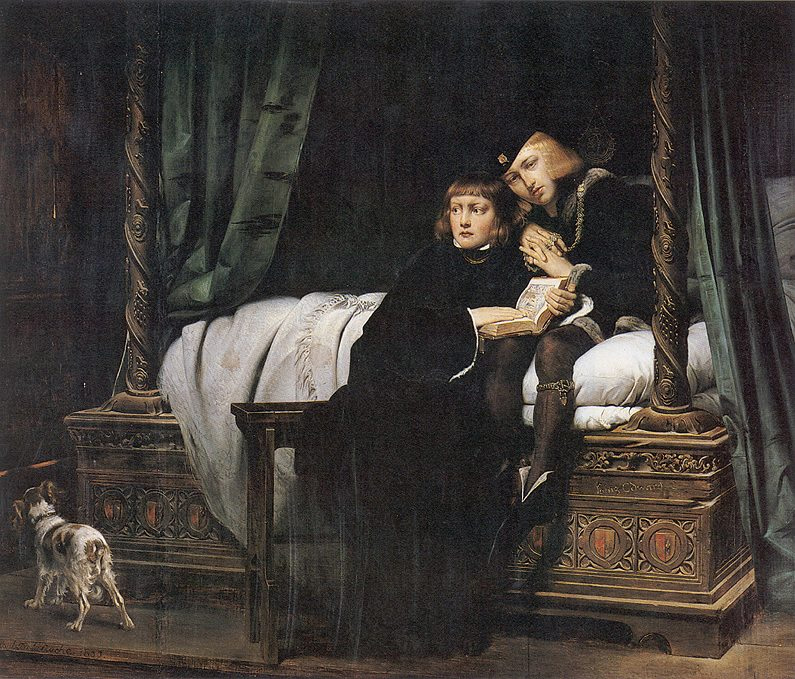
Richard en zijn broer Eduard V als gevangenen in de Tower of London, geromantiseerd schilderij van Paul Delaroche, 1831.

Richard van Shrewsbury, hertog van York en Norfolk (Shrewsbury, 17 augustus 1473 – Londen?, 1483?) was een Engelse prins. Hij behoorde tot het huis York.

## Levensloop
Richard van Shrewsbury was een zoon van koning Eduard IV van Engeland uit diens huwelijk met Elizabeth Woodville, dochter van Richard Woodville, graaf Rivers, en jongere broer van de latere koning Eduard V. In 1474 kreeg hij de titel van hertog van York.
Op 15 januari 1478 huwde de nog maar vier jaar oude Richard met de een jaar oudere Anne Mowbray (1472-1481), erfgename van hertog van Norfolk John Mowbray. Op die manier hoopte zijn vader Eduard IV Annes erfenis te bemachtigen. In 1481 werd Richard tot hertog van Norfolk benoemd, tot groot ongenoegen van andere mogelijke erfgenamen van de Mowbrays, in het bijzonder John Howard. Hetzelfde jaar stierf Anne Mowbray en werd Richard op zijn achtste al weduwnaar.
Na de dood van zijn vader in 1483 werd zijn oudere broer Eduard V de nieuwe koning van Engeland en Richard troonopvolger. Hun oom Richard van Gloucester, die optrad als hun regent, stootte Eduard V echter van de troon. Tezelfdertijd lanceerde Robert Stillington, bisschop van Bath en Wells, het gerucht dat het huwelijk van Eduard IV en Elizabeth Woodville ongeldig was omdat hij bij de bruiloft nog verloofd met iemand anders zou zijn geweest. Het Parlement keurde de Titulus Regius goed, waarin het huwelijk van Eduard IV ongeldig werd verklaard. Voortaan waren Richard en zijn broer Eduard V onwettige kinderen en verloren ze hun rechten op de troon en bezittingen. Op 25 juni 1483 werd Richard van Gloucester als Richard III tot koning geproclameerd, waarna Eduard V en Richard werden opgesloten in de Tower. Daar verdwenen de broers in mysterieuze omstandigheden; vermoedelijk stierven ze een natuurlijke dood of werden ze vermoord.
Hun lijken werden nooit teruggevonden. Hierdoor waren er in de beginperiode van het Tudortijdperk verschillende bedriegers die zich uitgaven als een van de zonen van Eduard IV. De bekendste was Perkin Warbeck, die vanaf 1490 beweerde Richard van Shrewsbury te zijn en ondersteund door talrijke tegenstanders van de Tudors bijna tien jaar lang een bedreiging vormde voor koning Hendrik VII.
In 1674 werden bij werken in de Tower kinderskeletten teruggevonden. Vermoed wordt dat deze van Eduard V en zijn broer Richard zijn, maar dat is nooit met honderd procent zekerheid vastgesteld.
- Bibsys: 90893353
- Biblioteca Nacional de España: XX4789834
- Bibliothèque nationale de France: cb125501776 (data)
- Gemeinsame Normdatei: 118999230
- International Standard Name Identifier: 0000 0001 1620 2289
- Library of Congress Control Number: n94053473
- Nationale Bibliotheek van Tsjechië: xx0038279
- Nationale Bibliotheek van Israël: 987007281198705171
- Nederlandse Thesaurus van Auteursnamen: 107378418
- LIBRIS: 399101
- Système universitaire de documentation: 066912512
- Virtual International Authority File: 36145315
- WorldCat: E39PBJkD747kTJDkVKk336JhpP